# 安夸庫谷
30°24′N 299°54′W / 30.4°N 299.9°W

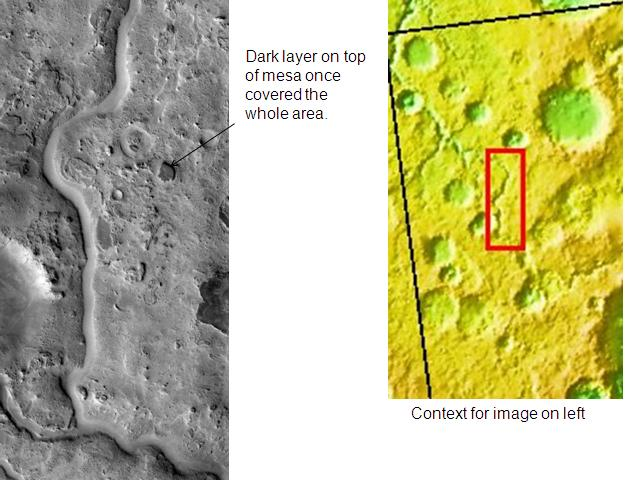
安夸庫谷地圖。影像中整個區域經被一層暗地層覆蓋，但現在只留下數個類似孤峰（Butte）的地形特徵。

安夸庫谷（Auqakuh Vallis）是一個位於火星大瑟提斯區的古老河道。中心座標30.4N°, 299.9W°。長度312公里，以奇楚瓦語（印加帝國語言）的火星命名。

## 孤峰
火星上多個區域有類似地球上孤峰的地形，例如美國猶他州的紀念碑谷。在一個區域大多數地層的岩石被移除時，就會形成孤峰。孤峰的岩石一般是可以抗侵蝕的高硬度蓋岩。蓋岩會使孤峰的頂端是平坦的。一個例子就是在本條目中大瑟提斯區的孤峰圖片。